# Montaigu-la-Brisette
 Montaigu-la-Brisette  ist eine französische Gemeinde mit 499 Einwohnern (Stand 1. Januar 2022) im Département Manche in der Region Normandie; sie gehört zum Arrondissement Cherbourg und zum Kanton Valognes.

## Geographie
Nachbargemeinden von Montaigu-la-Brisette sind Teurthéville-Bocage im Norden, Videcosville im Osten, Octeville-l’Avenel im Südosten, Saint-Germain-de-Tournebut im Süden, Tamerville im Südwesten, Saussemesnil im Westen und Gonneville-Le Theil mit Le Theil im Nordwesten.

## Bevölkerungsentwicklung
| Jahr      | 1962 | 1968 | 1975 | 1982 | 1990 | 1999 | 2010 | 2018 |
| Einwohner | 472  | 420  | 395  | 401  | 407  | 428  | 506  | 505  |

## Sehenswürdigkeiten
- Kirche Saint-Martin aus dem 13. Jahrhundert – Monument historique[1]  mit zahlreichen bedeutenden Kunstobjekten

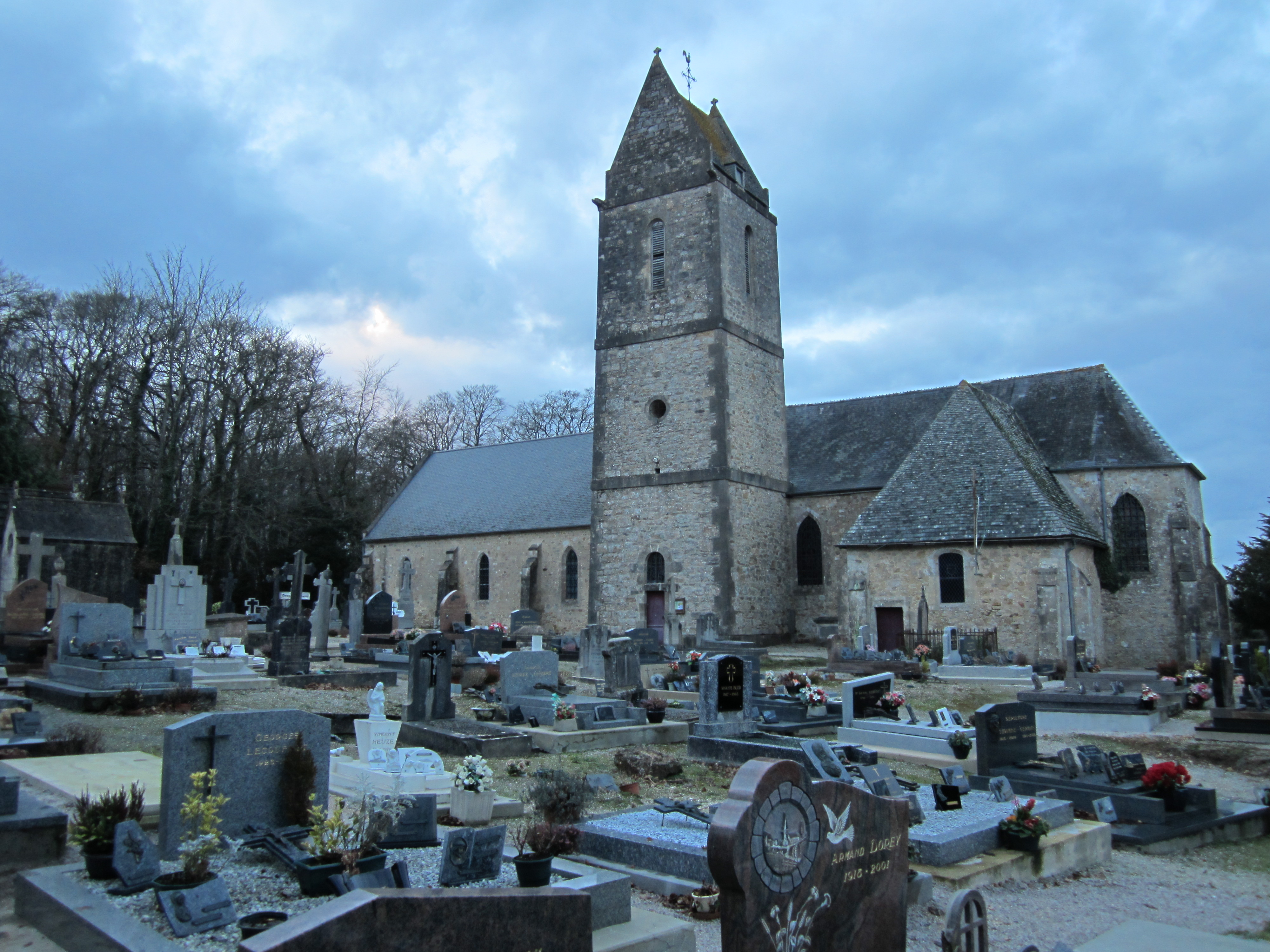
Kirche Saint-Martin